# 전자 출판
전자 출판(Electronic publishing, e-publishing 또는 디지털 출판 또는 온라인 출판)에는 전자책, 웹진의 디지털 출판과 전자 도서관 및 카탈로그 개발이 포함된다. 또한 (컴퓨터, 전자책 단말기, 태블릿 컴퓨터, 스마트폰 등) 화면에 게시할 책, 학술지, 잡지의 편집도 포함된다.

## 개요
전자 출판은 과학 학술지가 전자 출판으로 대체되는 과정에 있다는 주장이 제기되는 학술 출판 분야에서 일반화되었다. 또한 태블릿 컴퓨터를 통해 소비자에게 책, 잡지, 신문을 배포하는 것도 일반화되고 있으며, 이 시장은 애플의 애플 북스, 아마존 (기업)의 킨들용 서점, 구글 플레이 북스 등 온라인 공급업체가 주도하여 매년 수백만 명씩 성장하고 있다. 시장 조사는 2015년 말까지 전체 잡지 및 신문 발행 부수의 절반이 디지털 배달을 통해 이루어질 것이며 2015년까지 미국의 전체 독서량의 절반이 종이 없이 이루어질 것이라고 시사했다.
오늘날 인터넷을 통한 배포(웹사이트 형태의 경우 온라인 출판 또는 웹 출판이라고도 한다)는 전자 출판과 밀접하게 관련되어 있지만, CD 및 DVD에 수록된 백과사전과 같이 네트워크가 아닌 전자 출판물이 많으며, 안정적이고 빠른 네트워크 접속이 어려운 모바일 사용자 및 기타 사용자가 의존하는 기술 및 참고 자료도 있다. 전자 출판은 또한 선진국 및 개발도상국의 학생 교육을 위한 시험 준비 분야에서도 사용되고 있으며(따라서 일부 기존 서적을 대체), 학생들에게 콘텐츠와 분석 자료를 결합하여 제공할 수 있다. 교과서에 전자 출판을 사용하는 것은 애플의 애플 북스와 애플이 미국에서 가장 큰 3대 교과서 공급업체와 협상하면서 더 보편화될 수 있다.
전자 출판은 소설 분야에서 점점 더 인기를 얻고 있다. 전자 출판사는 인쇄된 책을 주문하고 배송할 필요가 없기 때문에 변화하는 시장 수요에 신속하게 대응할 수 있다. 전자 출판은 또한 전통적인 "인쇄"에 대한 수요 부족으로 인해 일반 서점에서 찾을 수 없는 책을 포함하여 더 넓은 범위의 책을 사용할 수 있도록 하고 있다. 전자 출판은 새로운 저자들이 전통적인 출판사에게는 수익성이 낮을 만한 책을 출판할 수 있도록 하고 있다. 2010년대에는 주로 온라인 및 웹 기반 출판사를 지칭하는 용어로 "전자 출판"이 사용되지만, 이 용어는 컴퓨터 기반의 텍스트 생산 및 기타 대화형 매체와 관련하여 새로운 형태의 생산, 배포 및 사용자 상호 작용의 개발을 설명하는 데 사용된 역사를 가지고 있다.

## 역사

### 디지털화
최초의 디지털화 시도는 1971년 일리노이 대학교 시카고의 학생이었던 마이클 S. 하트에 의해 시작되었으며, 그는 인터넷을 통해 모든 사람이 문학에 더 쉽게 접근할 수 있도록 고안된 프로젝트 구텐베르크를 시작했다. 개발에는 시간이 걸렸고, 1989년에는 마이클 S. 하트 자신과 일부 자원봉사자들이 컴퓨터에 수동으로 복사한 10개의 텍스트만 있었다. 그러나 1991년 웹 1.0의 등장과 정적인 페이지를 통해 문서를 연결하는 기능으로 인해 프로젝트는 빠르게 진행되었다. 더 많은 자원봉사자들이 공공 영역의 고전에 접근할 수 있도록 도움으로써 프로젝트 개발에 기여했다.
1970년대에는 프랑스 국립과학연구센터에서 12세기부터 현재까지의 다양한 주제, 주로 문학뿐만 아니라 철학과 과학 분야의 도서 1000권을 디지털화했다. 이렇게 하여 대규모 사전인 Trésor de la langue française au Québec의 기초가 마련되었다. Frantext라는 이름의 이 전자 텍스트 기반은 Discotext라는 브랜드 이름으로 콤팩트 디스크에 출판되었고, 1998년에는 월드 와이드 웹에 게시되었다.

### 대규모 디지털화
1974년, 미국 발명가이자 미래학자인 레이 커즈와일은 숫자 입력을 위한 광학 문자 인식을 가능하게 하는 옴니폰트 소프트웨어가 장착된 스캐너를 개발했다. 디지털화에 필요한 시간이 상당히 단축되면서 디지털화 프로젝트는 더욱 야심찬 목표를 가질 수 있게 되었고, 디지털 도서관은 급증했다. 전 세계적으로 전자 도서관이 출현하기 시작했다.
ABU(Association des Bibliophiles Universels)는 1993년 국립공예원 (프랑스)에서 만든 공공 디지털 도서관 프로젝트였다. 네트워크에 있는 최초의 프랑스 디지털 도서관이었다. 2002년부터 중단되었지만, 100개 이상의 텍스트를 복제하여 아직도 사용할 수 있다.
1992년, 프랑스 국립도서관은 대규모 디지털화 프로그램을 시작했다. 프랑수아 미테랑 대통령은 1988년부터 새롭고 혁신적인 디지털 도서관을 만들고 싶어 했고, 1997년 갈리카라는 이름으로 출판되었다. 2014년에는 디지털 도서관에서 80255권의 온라인 도서와 인쇄물 및 원고를 포함한 백만 개 이상의 문서를 제공하고 있었다.
2003년에는 위키문헌이 출시되었으며, 이 프로젝트는 위키백과 프로젝트를 보완하는 디지털 및 다국어 도서관을 구축하는 것을 목표로 삼았다. 원래는 프로젝트 구텐베르크를 연상시키는 말장난으로 "프로젝트 소스버그"라고 이름 붙여졌다. 위키미디어 재단의 지원을 받는 위키문헌은 자원봉사자들이 검증한 디지털화된 텍스트를 제공한다.
2004년 12월, 구글은 전 세계의 모든 도서(1억 3천만 권 이상)를 디지털화하여 온라인으로 접근할 수 있도록 하는 프로젝트인 구글 도서를 만들었다. 10년 후, 100개국에서 400개 언어로 된 2,500만 권의 도서가 플랫폼에 올라왔다. 이는 당시 로봇 스캐너가 시간당 약 6,000권의 도서를 디지털화할 수 있었기 때문에 가능했다.
2008년, 유로피아나의 프로토타입이 출시되었으며, 2010년까지 이 프로젝트는 천만 개 이상의 디지털 객체에 접근할 수 있도록 했다. 유로피아나 도서관은 수백만 개의 디지털 객체에 대한 색인 카드와 해당 디지털 도서관 링크를 제공하는 유럽 카탈로그이다. 같은 해에는 미국과 유럽의 많은 대학 전자 도서관, 구글 도서 및 인터넷 아카이브의 콘텐츠를 한데 모으기 위해 해시트러스트가 만들어졌다. 2016년에는 600만 명 이상의 사용자가 해시트러스트를 사용했다.

### 전자 출판
최초의 디지털화 프로젝트는 물리적 콘텐츠를 디지털 콘텐츠로 변환하는 것이었다. 전자 출판은 편집 및 출판의 전체 프로세스(생산, 레이아웃, 출판)를 디지털 세계에 통합하는 것을 목표로 한다.
알랭 밀은 마이클 E. 시나트라와 마르첼로 비탈리-로사티가 편집한 도서 프라틱 드 레디시옹 누메리크(Pratiques de l'édition numérique)에서 인터넷과 월드 와이드 웹의 시작이 생산 및 확산 패턴에 가장 큰 변화를 가져온 전자 출판의 핵심이라고 말한다. 인터넷은 창작자와 사용자가 전통적인 과정(작가-편집자-출판사)을 뛰어넘을 수 있게 함으로써 출판 문제에 직접적인 영향을 미친다.
전통적인 출판, 특히 창작 부문은 1980년대에 등장한 새로운 탁상출판 소프트웨어와 백과사전 및 디렉토리 서비스를 위해 생성된 텍스트 데이터베이스에 의해 처음 혁신되었다. 동시에 멀티미디어가 책, 오디오비주얼 및 컴퓨터 과학의 특징을 결합하여 빠르게 발전하고 있었다. CD와 DVD가 등장하여 이러한 사전과 백과사전을 컴퓨터에서 시각화할 수 있게 되었다.
인터넷의 등장과 대중화는 작은 출판사들이 책을 온라인으로 직접 출판할 기회를 서서히 제공하고 있다. 아마존 (기업)과 같은 일부 웹사이트는 사용자들이 전자책을 구매할 수 있도록 허용하고 있다. 인터넷 사용자들은 또한 많은 교육 플랫폼(무료 또는 유료), 위키백과와 같은 백과사전 웹사이트, 심지어 디지털 잡지 플랫폼도 찾을 수 있다. 전자책은 전자책 단말기나 심지어 스마트폰과 같은 다양한 매체를 통해 점점 더 접근하기 쉬워지고 있다. 디지털 책은 출판사와 그들의 경제 모델에 중요한 영향을 미쳤으며, 여전히 변화하는 영역이며, 그들은 디지털 시대에 새로운 출판 방식을 아직 숙달해야 한다.

### 온라인 판
웹 2.0의 새로운 커뮤니케이션 관행과 참여의 새로운 아키텍처를 기반으로 하는 온라인 판은 공동체 협력을 통해 인터넷 콘텐츠를 발전시키고 개선하는 동시에 집단적인 독서 관행을 통해 독서를 풍부하게 하는 문을 열어준다. 웹 2.0은 웹 1.0처럼 문서만 연결하는 것이 아니라 소셜 미디어를 통해 사람들을 연결한다. 그래서 참여 웹이라고 불린다.
공유와 창의적인 집단 콘텐츠를 촉진하기 위한 많은 도구들이 개발되었다. 그중 하나는 위키백과 백과사전인데, 이는 수백만 명의 기여자에 의해 편집, 수정 및 개선되기 때문이다. 오픈스트리트맵도 같은 원리에 기반을 두고 있다. 블로그와 댓글 시스템도 이제 온라인 편집 및 출판으로 알려져 있는데, 이는 저자와 독자 간의 새로운 상호 작용을 통해 가능하며, 영감뿐만 아니라 가시성을 위한 중요한 방법이 될 수 있기 때문이다.

## 과정
전자 출판 과정은 전통적인 종이 기반 출판 과정의 일부 측면을 따르지만 두 가지 면에서 전통적인 출판과 다르다. 1) 최종 제품을 인쇄하기 위해 오프셋 인쇄 기계를 사용하지 않으며, 2) 물리적 제품(예: 종이 책, 종이 잡지 또는 종이 신문)의 배포를 피한다. 콘텐츠가 전자 형식이기 때문에 인터넷 및 전자 서점을 통해 배포할 수 있으며, 사용자는 데스크톱 컴퓨터, 랩톱, 태블릿 컴퓨터, 스마트폰 또는 전자책 단말기 태블릿 등 다양한 전자 및 디지털 장치에서 자료를 읽을 수 있다. 소비자는 웹사이트에서 온라인으로 게시된 콘텐츠를 읽거나, 태블릿 장치에 있는 응용 프로그램에서 읽거나, 컴퓨터에서 PDF 문서를 통해 읽을 수 있다. 어떤 경우에는 독자가 소비자용 잉크젯 또는 레이저 프린터를 사용하거나 맞춤형 소량 출판 시스템을 통해 콘텐츠를 종이에 인쇄할 수 있다. 일부 사용자는 디지털 콘텐츠를 장치에 다운로드하여 인터넷에 연결되어 있지 않은 경우에도 콘텐츠를 읽을 수 있다(예: 비행기 비행 중).
스마트폰과 태블릿 컴퓨터의 빠른 소비자 채택으로 인해 2010년대에는 소프트웨어 응용 프로그램("앱") 형태로 콘텐츠를 전자적으로 배포하는 것이 인기를 얻었다. 처음에는 모든 사용자를 대상으로 하려면 각 모바일 플랫폼에 맞는 네이티브 앱이 필요했지만, 보편적인 장치 호환성을 위해 브라우저에서 실행되고 다양한 장치에서 작동하는 HTML5를 사용하여 웹 앱을 만드는 데 초점을 맞추게 되었다. 전자 출판의 장점은 디지털 기술의 세 가지 속성을 활용하는 데 있다. 콘텐츠를 정의하는 XML 태그, 콘텐츠의 모양을 정의하는 스타일시트, 그리고 웹 검색 엔진에 대한 콘텐츠를 설명하는 메타데이터(데이터에 대한 데이터)를 통해 사용자가 콘텐츠를 찾고 찾는 데 도움을 준다(메타데이터의 흔한 예는 대부분의 CD 및 디지털 오디오 파일에 전자적으로 인코딩되는 노래의 작곡가, 장르에 대한 정보이다. 이 메타데이터는 음악 애호가가 찾는 노래를 더 쉽게 찾을 수 있도록 해준다). 태그, 스타일시트 및 메타데이터를 사용함으로써 다양한 읽기 장치(태블릿, 스마트폰, 전자책 단말기 등) 또는 전자 배포 방식에 적응하는 리플로우 가능 문서를 가능하게 한다.
전자 출판은 종종 온라인 배달 방식을 개발하기 위해 하이퍼텍스트 마크업 언어 또는 기타 마크업 언어와 같은 텍스트 마크업을 필요로 하므로, 종이 책의 인쇄 설정을 만들었던 전통적인 조판 및 도서 디자이너의 역할이 변화했다. 디지털로 출판된 콘텐츠 디자이너는 마크업 언어, 다양한 읽기 장치 및 컴퓨터, 그리고 소비자가 콘텐츠를 읽고, 보고, 접근하는 방식에 대한 강한 지식이 있어야 한다. 그러나 2010년대에는 어도비 시스템즈의 어도비 인디자인 디지털 퍼블리싱 스위트 및 애플의 아이북스 오서와 같이 상세한 프로그래밍 기술을 알 필요 없이 디자이너가 이 표준으로 콘텐츠를 출판할 수 있는 새로운 사용자 친화적 디자인 소프트웨어가 사용 가능해지고 있다. 가장 일반적인 파일 형식은 많은 전자책 형식 비교에서 사용되는 EPUB이다. EPUB은 많은 출판 프로그램에서 사용할 수 있는 자유롭고 개방적인 표준이다. 또 다른 일반적인 형식은 어도비 디지털 퍼블리싱 스위트에서 애플 아이패드 태블릿 및 앱용 콘텐츠를 만드는 데 사용되는 .folio 형식이다.

## 저작권
2000년대 초반, 기존 저작권 법규의 대부분은 인쇄된 책, 잡지 및 신문을 중심으로 설계되었다. 예를 들어, 저작권 법규는 종종 책을 기계적으로 복제하거나 복사할 수 있는 양에 제한을 두었다. 전자 출판은 저작권과 관련하여 새로운 문제를 제기한다. 왜냐하면 전자책이나 전자 학술지가 온라인에서 사용 가능하면 수백만 명의 인터넷 사용자가 "복제본"을 만들지 않고도 문서의 단일 전자 복사본을 볼 수 있기 때문이다.
새로운 증거는 전자 출판이 전통적인 종이 기반 출판보다 더 협력적일 수 있음을 시사한다. 전자 출판은 종종 두 명 이상의 저자가 참여하며, 결과물은 온라인으로 출판되기 때문에 더 쉽게 접근할 수 있다. 동시에, 온라인에서 출판된 자료의 가용성은 표절, 무단 사용 또는 자료의 재사용에 더 많은 문을 열어준다. 일부 출판사들은 이러한 우려를 해소하기 위해 노력하고 있다. 예를 들어, 2011년 하퍼콜린스는 자사의 전자책 중 하나를 공공 도서관에서 대출할 수 있는 횟수를 제한했다. 펭귄 랜덤 하우스와 같은 다른 출판사들은 전자책 요소를 일반 종이 출판물에 통합하려고 시도하고 있다.

## 사업 모델
- 디지털 배급
- 온라인 광고
- 오픈 액세스
- 페이퍼뷰
- 맞춤형 소량 출판
- 자비출판
- 구독
- 비지원 출판[30]

## 같이 보기
- 탁상출판
- 전자 조판
- vBook
- 미디엄 (웹사이트)